# Zubowmosty
Zubowmosty (ukr. Зубів Міст) – wieś na Ukrainie. Należy do rejonu lwowskiego (wcześniej do rejonu kamioneckiego) w obwodzie lwowskim. Miejscowość liczy 450 mieszkańców.
Za II Rzeczypospolitej do 1934 wieś stanowiła samodzielną gminę jednostkową w powiecie kamioneckim w woj. tarnopolskim. W związku z reformą scaleniową została 1 sierpnia 1934 roku włączona do nowo utworzonej wiejskiej gminy zbiorowej Kamionka Strumiłowa w tymże powiecie i województwie. Po wojnie wieś weszła w struktury administracyjne Związku Radzieckiego.